# Phyllanthus lanceolatus
Phyllanthus lanceolatus là một loài thực vật có hoa trong họ Diệp hạ châu. Loài này được Poir. miêu tả khoa học đầu tiên năm 1804.